# Regne d'Hongria (1000-1301)
El Regne d'Hongria sorgí a l'Europa Central quan Esteve I, gran príncep dels hongaresos, en fou coronat rei el 1000 o 1001. Esteve enfortí l'autoritat central i obligà els seus súbdits a adoptar el cristianisme. Malgrat que totes les fonts escrites se centren en el paper dels cavallers i clergues alemanys i italians en aquest procés, una part considerable del vocabulari agrícola, religiós i administratiu hongarès prové de les llengües eslaves. La nova monarquia hagué de contendre amb guerres civils, revoltes paganes i els intents dels sacres emperadors romanogermànics d'imposar la seva autoritat a Hongria. El regne assolí un alt grau d'estabilitat durant els regnats de Ladislau I (r. 1077–1095) i Kálmán (r. 1095–1116), que ocuparen Croàcia i Dalmàcia amb el suport de part de la població local, tot i que en preservaren l'autonomia. Els seus successors, especialment Béla II (r. 1131–1141), Béla III (r. 1176–1196), Andreu II (r. 1205–1235) i Béla IV (r. 1235–1270) donaren continuïtat a aquesta expansió cap a la península dels Balcans i les terres a l'est dels Carpats i convertiren el seu regne en una de les grans potències d'Europa.